# Dubai Tennis Championships 2010
Il Dubai Tennis Championships 2010 è stato un torneo di tennis giocato sul cemento facente parte della categoria ATP World Tour 500 series nell'ambito dell'ATP World Tour 2010 e della categoria Premier nell'ambito del WTA Tour 2010. Sia il torneo maschile che femminile si sono giocati al The Aviation Club Tennis Centre di Dubai negli Emirati Arabi Uniti. Il torneo femminile si è giocato dal 14 al 20 febbraio, quello maschile dal 22 al 28 febbraio 2010. Inizialmente la finale maschile era prevista per il 27 febbraio, ma è stata sospesa per pioggia e rimandata al giorno successivo.

## Partecipanti WTA

### Teste di serie
| Giocatrice  | Nazionalità         | Ranking* | Testa di serie |
| ----------- | ------------------- | -------- | -------------- |
| Danimarca   | Caroline Wozniacki  | 3        | 1              |
| Russia      | Svetlana Kuznecova  | 4        | 2              |
| Stati Uniti | Venus Williams      | 5        | 3              |
| Bielorussia | Viktoryja Azaranka  | 6        | 4              |
| Russia      | Elena Dement'eva    | 7        | 5              |
| Serbia      | Jelena Janković     | 8        | 6              |
| Polonia     | Agnieszka Radwańska | 9        | 7              |
| Cina        | Li Na               | 10       | 8              |
| Australia   | Samantha Stosur     | 11       | 9              |
| Italia      | Flavia Pennetta     | 12       | 10             |
| Francia     | Marion Bartoli      | 13       | 11             |
| Russia      | Vera Zvonarëva      | 14       | 12             |
| Belgio      | Yanina Wickmayer    | 15       | 13             |
| Italia      | Francesca Schiavone | 18       | 14             |
| Russia      | Nadia Petrova       | 19       | 15             |
| Cina        | Zheng Jie           | 20       | 16             |

- Ranking dell'8 febbraio 2010.

### Altre partecipanti
Le seguenti giocatrici hanno ricevuto una wild-card per il tabellone principale:
- Marija Kirilenko
- Flavia Pennetta
- Selima Sfar
- Stefanie Vögele

Le seguenti giocatrici sono entrate nel tabellone principale passando dalle qualificazioni:

- Chan Yung-jan
- Kirsten Flipkens
- Anna-Lena Grönefeld
- Regina Kulikova
- Ekaterina Makarova
- Vesna Manasieva
- Alicia Molik
- Anastasija Sevastova

Le seguenti giocatrici sono delle Lucky Loser:
- Alberta Brianti

## Partecipanti ATP

### Teste di serie
| Giocatore          | Nazionalità | Ranking* | Testa di serie |
| ------------------ | ----------- | -------- | -------------- |
| Roger Federer      | Svizzera    | 1        | 1              |
| Novak Đoković      | Serbia      | 2        | 2              |
| Andy Murray        | Regno Unito | 4        | 3              |
| Nikolaj Davydenko  | Russia      | 6        | 4              |
| Jo-Wilfried Tsonga | Francia     | 9        | 5              |
| Marin Čilić        | Croazia     | 10       | 6              |
| Michail Južnyj     | Russia      | 15       | 7              |
| Gilles Simon       | Francia     | 16       | 8              |

- Ranking del 15 febbraio 2010.

### Altri partecipanti
I seguenti giocatori hanno ricevuto una wild-card per il tabellone principale:
- Mohammed Ghareeb
- Rainer Schüttler
- Jo-Wilfried Tsonga

I seguenti giocatori sono entrati nel tabellone principale passando dalle qualificazioni:

- Somdev Devvarman
- Stefan Koubek
- Igor' Kunicyn
- Björn Phau

Le seguenti giocatrici sono delle Lucky Loser:
- Jan Hernych

## Campioni

### Singolare maschile
Novak Đoković ha battuto in finale  Michail Južnyj con il punteggio di 7–5, 5–7, 6–3

### Singolare femminile
Venus Williams ha battuto in finale  Viktoryja Azaranka con il punteggio di 6–3, 7–5

### Doppio maschile
Simon Aspelin /  Paul Hanley hanno battuto in finale  Lukáš Dlouhý /  Leander Paes con il punteggio di 6–2, 6–3

### Doppio femminile
Nuria Llagostera Vives /  María José Martínez Sánchez hanno battuto in finale  Květa Peschke /  Katarina Srebotnik con il punteggio di 7–6(5), 6–4